# VEMAG Verlag
Die VEMAG Verlags-und Medien AG ist eine deutsche Verlags- und Medien-Gruppe mit Sitz in Köln. Spezialisiert hat sich die Verlagsgruppe, zu der unter anderem Naumann & Göbel (NGV) sowie Schwager & Steinlein gehören, vor allem auf Kinder- und Kochbücher sowie Ratgeber und Sachbücher. Zu finden sind die Titel im Buchhandel und vor allem bei  Filialisten im Discount- und Lebensmitteleinzelhandel. Hauptkunden sind u. a. Lidl.

## Geschichte
1983 wurde der Verlag Naumann & Göbel in Köln gegründet. Die VEMAG entstand 1992 durch einen Zusammenschluss mit dem Delphin Verlag. Der Zukauf des Traditionsverlags Schwager & Steinlein folgte 2001. 2016 erwarb die VEMAG 100 % der Geschäftsanteile der Burkart GmbH und gründete im gleichen Jahr den Verlag „Community Editions“.

## Aktionärsstruktur
Bis Anfang 2021 war Hartmut Fromm mit einem Anteil von ca. 70 % Mehrheitsaktionär der VEMAG. Zum 1. Februar 2021 hat die Zeitfracht Logistik Holding GmbH die Aktienmehrheit übernommen. Am 7. Juli 2022 hat die Zeitfracht Logistik Holding GmbH mitgeteilt, dass der Anteil an der VEMAG nunmehr auf unter 25 % gefallen ist.

## Beteiligungen
- Naumann & Göbel GmbH, Köln (100 %)
- Schwager & Steinlein GmbH, Köln (100 %)
- Cookpal GmbH (ex Apollo Medien GmbH), Köln (100 %)
- Delphin Verlag GmbH, Köln (100 %)
- Honos Verlag GmbH, Köln (100 %)
- MZ Medien Zentrum GmbH, Köln (100 %)
- Planet Medien GmbH, Köln (100 %)
- Burkart GmbH, Nürnberg (100 %)
- Circon Verlag GmbH, München (100 %)
- Good Life Books & Media GmbH i.L., München (80 %)